# Joan Torredemer Canela
Neix al Pont d'Armentera (Alt Camp, Tarragona) el 2 de novembre de 1893, fill de Francesc Torredemer Alemany i Carme Canela Duch. Va morir el 21 de juny de 1975 al Pla del Bon Aire de Terrassa (Vallès Occidental, Barcelona). Es va casar el 2 de març de 1919 amb Ignasia Riu Cardona (*27-7-1894 +10-9-1967) i varen tenir quatre fills: Margarida, Carme, Ramon i Joan.
Estudià a l'Escola d'Arts i Oficis de Terrassa. Era el gran de quatre germans: Ramon, Paco i Maria. El seu pare, que emigrà a Terrassa amb els fill petits, fundà la que acabaria sen l'empresa tèxtil llanera TORREDEMER S.A. i arribaria a tenir més de mil treballadors sota la direcció de la 2ª generació. L`any 1955 comprava la fàbrica de paper J. Vilaseca de Capellades (Anoia, Barcelona) i diversificà els negocis entrant en la construcció.
Se li concedeix la Medalla de plata “Al Mérito en el Trabajo” el 17 de juliol de 1965 per els mèrits de 57 anys de treball, millor rendiment de l'empresa i fomentar millores per els treballadors i els seus familiars.
Se li posà el seu nom al col·legi públic del carrer Sant Ignasi de Matadepera (Vallès Occidental, Barcelona).